# سيراس هاملين
سيراس هاملين (بالإنجليزية: Cyrus Hamlin)‏ هو مبشر أمريكي، ولد في 5 يناير 1811 في Waterford, Maine ‏ في الولايات المتحدة، وتوفي في 8 أغسطس 1900 في بورتلاند في الولايات المتحدة.